# Placopsidella scotti
Placopsidella scotti är en tvåvingeart som först beskrevs av Lamb 1912.  Placopsidella scotti ingår i släktet Placopsidella och familjen vattenflugor. Inga underarter finns listade i Catalogue of Life.